# Сивицкий, Антон Теофилович
Антон Теофилович Сивицкий (28 июня 1900 — 21 января 1977) — генерал-майор ВС СССР, генерал бригады Народного Войска Польского.

## Биография
Уроженец польской деревни Пальче Волынской губернии. Окончил шесть классов школы в Киеве, работал в пекарне. В 1917 году вступил добровольцем во 2-й Киевский рабочий полк, с 1918 года в рядах РККА. Командир взвода, выпускник школы командиров пехоты в Симбирске. Участник боёв Гражданской войны на Восточном и Туркестанском фронтах, три раза был ранен.
С апреля 1924 года — заместитель командира роты, с марта 1925 года — командир батальона, с осени 1926 года — начальник штаба полка. В 1936 году окончил Военную академию имени М. В. Фрунзе. Преподаватель на курсах офицеров штаба, командир учебного батальона. В августе 1938 года уволен в запас в связи с начавшимися чистками в командном составе РККА, вернулся в апреле 1940 года в армию.
С первых дней Великой Отечественной войны — старший помощник начальника оперативного отдела 56-й армии на Южном фронте, в 1942 году — начальник штаба и заместитель командира 203-й стрелковой дивизии. В мае 1943 года как член Президиума Союза польских патриотов в звании полковника назначен начальником штаба 1-й польской пехотной дивизии, о чём писал следующее:

Я не забывал, что я поляк, надеялся вместе с соотечественниками освобождать свою родину от фашистских захватчиков, строить новую Польшу.

С 15 августа 1943 по 18 сентября 1944 года Сивицкий командовал 2-й Варшавской пехотной дивизией имени Домбровского. 13 марта 1944 года произведён в генерал-майоры постановлением СНК СССР. Назначен начальником управления Генерального штаба Войска Польского в сентябре 1944 года после неудачной попытки оказать помощь варшавским повстанцам, на этой должности пробыл до конца войны.
По окончании войны — начальник штаба 4-го военного округа Войска Польского, начальник 1-го отдела Генерального штаба Войска Польского в 1947—1948 годах, позже заместитель начальника Генерального штаба Войска Польского. В 1951 году уехал в Москву на учёбу в академию имени Ворошилова, в 1952 году формально восстановился в рядах советских войск.
10 октября 1952 года генерал-майор Сивицкий уволен в запас.
Скончался 21 января 1977 года, похоронен на Донском кладбище 25 января. В церемонии прощания участвовали посол ПНР в СССР Зенон Новак, заместитель начальника штаба Вооружённых сил стран ОВД генерал брони Юзеф Каминьский, генерал бригады Ежи Дымковский и бывший начальник Генерального штаба Войска Польского Ю. В. Бордзиловский.

## Награды
СССР
- орден Ленина (21.02.1945)[4][5][2]
- три ордена Красного Знамени (03.11.1944[4], 13.05.1945, 20.06.1949[4])[5][2]
- орден Отечественной войны I степени (14.02.1943)[5][2]
- два ордена Красной Звезды (в том числе 28.10.1967[6])[2]
- медали[2]

Польша
- Орден «Крест Грюнвальда» II степени (3 января 1945)[5]
- Орден Возрождения Польши III степени (1945)[5]
- Орден Virtuti Militari V степени (11 мая 1945) — за героические усилия в борьбе с немецкими захватчиками[5][7][8]
- Крест Храбрых (дважды, 1944)[5]
- Золотой Крест Заслуги (1946)[5]
- Медаль «За участие в боях за Берлин» (1966)[5]
- Бронзовая медаль «Вооружённые силы на службе Родине» (1968)[5]
- Серебряная медаль «Вооружённые силы на службе Родине» (1951)[5]
- Золотая медаль «На страже мира» (1976)[5]
- Три другие польские медали[2]

Чехословакия
- Чехословацкий Военный крест 1939 года[5]